# Edgar Rangel Netto
Edgar Rangel Netto est un astronome brésilien.
Le Centre des planètes mineures lui attribue la découverte de huit astéroïdes, réalisée en 1979, en collaboration avec Henri Debehogne.
L'astéroïde (3175) Netto lui est dédié.
| (2795) Lepage   | 16 décembre 1979 |
| (3175) Netto    | 16 décembre 1979 |
| (4016) Sambre   | 15 décembre 1979 |
| (5160) Camoes   | 23 décembre 1979 |
| (7155) 1979 YN  | 23 décembre 1979 |
| (8989) 1979 XJ  | 15 décembre 1979 |
| (19926) 1979 YQ | 17 décembre 1979 |
| (26799) 1979 XL | 15 décembre 1979 |